# Rodolphe Raffalli

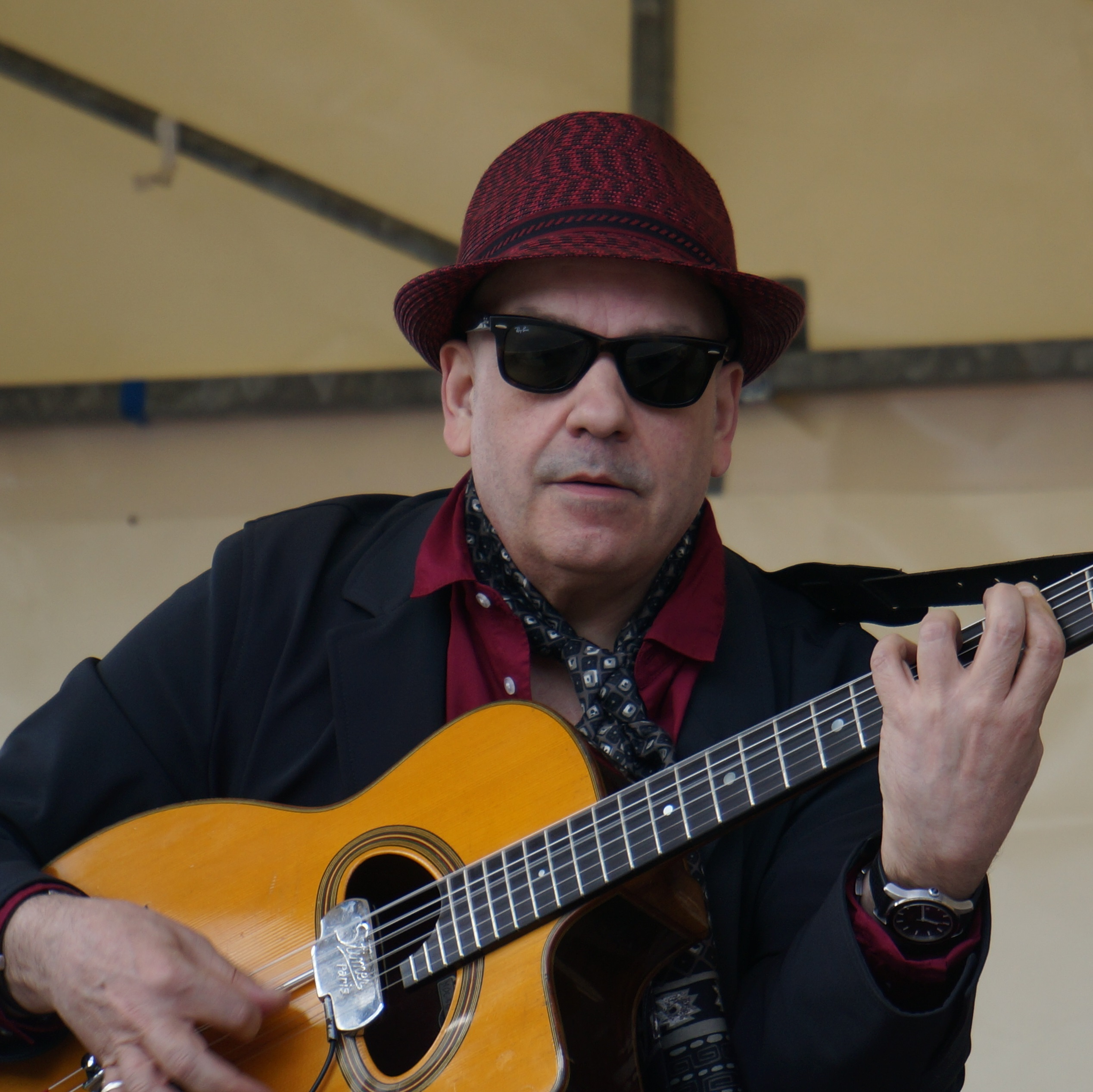
Rodolphe Raffalli (2015)

Rodolphe Raffalli (* 20. Mai 1959) ist ein französischer Jazzmusiker (Gitarre, Komposition).

## Leben und Wirken
Raffalli begann mit acht Jahren als Autodidakt mit dem Gitarrenspiel und ist stark beeinflusst vom Gypsy-Jazz und Bossa Nova. Mit 14 Jahren trat er bereits in Pariser Kabaretts auf. 1977 lernte er in Paris den argentinischen Gitarristen Martin Torrés kennen; im Folgejahr machte er Bekanntschaft mit Maurice Ferret und Joseph Pouville, um dann auf den Puces de Saint Ouen auf Mondine und Ninine Garcia zu treffen. Dann studierte er klassische Gitarre. 1986 gehörte er zur Formation Ménilmontant Swing, spielte aber auch mit Musikern aus Paraguay, Peru, Argentinien und Brasilien im Pariser Quartier Latin.
Seinen Durchbruch erzielte Raffalli mit seinem Album À Georges Brassens, das sich in Frankreich gut verkaufte. 2003 folgte sein Album Gypsy Swing Guitar, auf dem er mit Christian Escoudé und Florin Niculescu zusammentraf. Im Piano Vache trat er lange mit seinem Trio auf. Mit der Sängerin Renée Garlène wirkt er seit 2018 im Duo Garifali. Er arbeitete auch mit Jean Paul Sermonte/Sandrine Devienne und ist zudem auf Alben von Patrick Bruel und Polo zu hören.

## Diskographie (Auswahl)
- À Georges Brassens (2001, La Lichère, mit Max Robin, Philippe Doudou Cuillerier, Antonio Licusati)
- Gypsy Swing Guitar (2003, La Lichère, mit Florin Niculescu, Christian Escoudé, Max Robin, Philippe Doudou Cuillerier, Antonio Licusati)
- À Georges Brassens vol.2 (2006, Frémeaux & Associés)
- Le Retour... (2008, Frémeaux & Associés)
- Un pied sur l’île (2010, La Lichère)
- En Amérique latine (2016, Frémeaux & Associés)
- Renée Garlène, Rodolphe Raffalli: Avec Georges Brassens – J’ai rendez-vous avec vous (2018, Frémeaux & Associés)
- Rodolphe Raffalli & Renée Garlène: Garifali, Instants (2023, Frémeaux & Associés)